# جواز سفر فيجي
يصدر جواز السفر الفيجي لمواطني فيجي من قبل شعبة الجوازات التابعة لوزراة الهجرة.

## أنواع جوازات السفر
تصدر فيجي أربعة أنواع من جوازات السفر:
- جواز السفر العادي - غلاف أزرق لامع. تصدر للمواطنين العاديين في فيجي. صالحة لمدة عشر سنوات.
- جواز السفر الدبلوماسي - غلاف أحمر قرمزي. يصدر لرئيس الجمهورية وزوجته ورئيس مجلس الوزراء وزوجته ووزراء الحكومة والمسؤولين الحكوميين العاملين في البعثات الدبلوماسية. صالحة بشكل عام لمدة عشر سنوات ولكن الصلاحية قد تكون محدودة بمدة التعيين.
- جواز السفر الرسمي - أصدر في عام 2016. صادر لأعضاء قوات فيجي (القوات العسكرية الفيجية أو الشرطة الفيجية أو دائرة الإصلاح الفيجية) الذين يسافرون في مهمات حفظ السلام.[3]
- شهادة الهوية - قد تصدر لتسهيل السفر في حالات الطوارئ، ويمكن إصدارها لغير المواطنين. بشكل عام صالحة لرحلة واحدة فقط.

بدأت فيجي إصدار جوازات السفر الإلكترونية اعتبارًا من 19 سبتمبر 2019. أنشئ نظام جواز السفر الإلكتروني لإدارة الهجرة في فيجي من قبل شركة مهلبارو الألمانية. ارتفت رسوم جواز السفر أكثر من الضعف من 76 دولارًا فيجي إلى 200 دولار فيجي.
فيجي هي الدولة الثالثة في منطقة المحيط الهادئ التي تصدر جوازات السفر الإلكترونية بعد تونغا وجزر سليمان.

## متطلبات التأشيرة

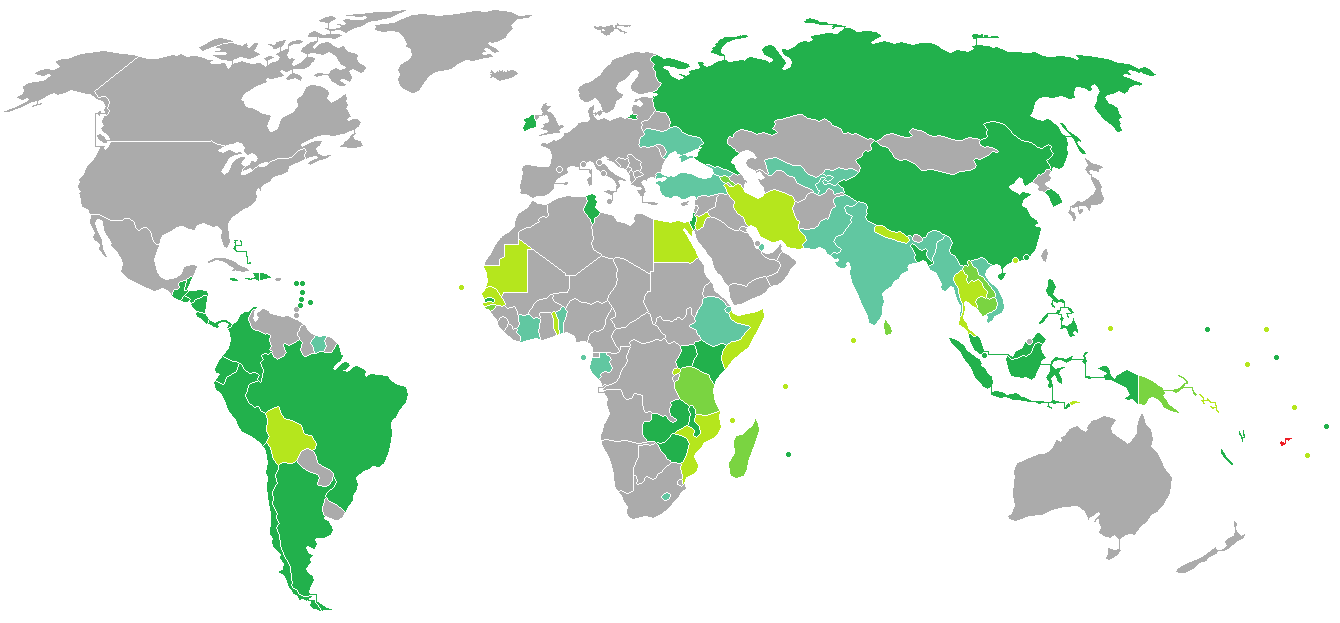
البلدان والأقاليم التي لا تفرض تأشيرة أو تطلب تأشيرة دخول عند الوصول للجهة، لحاملي جوازات السفر الفيجية العادية.

اعتبارًا من 13 أكتوبر 2020 كان مواطنو فيجي يتمتعون بالدخول بدون تأشيرة أو تأشيرة عند الوصول إلى 88 دولة وإقليم، مما جعل جواز السفر الفيجي يحتل المرتبة 57 من حيث حرية السفر وفقًا لمؤشر هينلي لجوازات السفر.